# Teddy Pilette

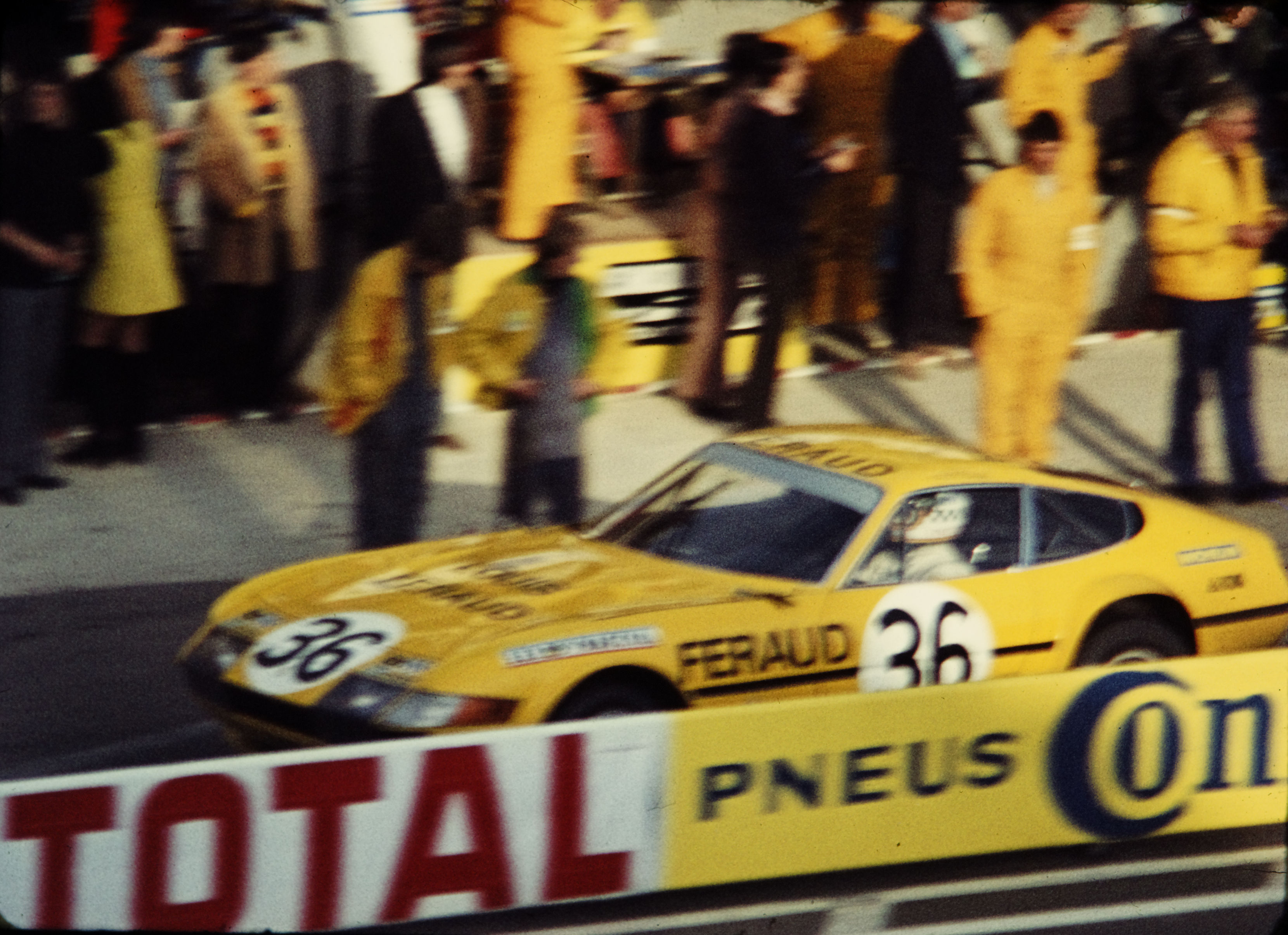
Ferrari n.º 36 de Bell, Bond y Pilette en las 24 Horas de Le Mans 1972.

Theodore «Teddy» Pilette (Bruselas, 26 de julio de 1942) es un expiloto de automovilismo belga. Fue bicampeón europeo de Fórmula 5000 y participó en cuatro Grandes Premios del Campeonato Mundial de Fórmula 1, con Brabham y BRM.

## Carrera deportiva
Hijo de André Pilette y nieto de Théodore Pilette, siguió los pasos de su familia en el automovilismo. Inició su carrera en karts antes de ingresar a la escuela de pilotos de Jim Russell en Inglaterra. Esto le permitió participar en las películas Grand Prix y Le Mans. En las pistas, compitió para Carlo Abarth en 1963 y 1965, y en 1967 se unió al equipo belga VDS. En estos años, obtuvo victorias en turismos y deportivos.
Pilette ganó el Campeonato Europeo de Fórmula 5000 en 1973 y 1975. Su primer título fue superando a Tony Dean conduciendo inicialmente un McLaren y luego un Chevron, y el segundo a su compañero Peter Gethin en un Lola. También compitió en Estados Unidos en la Fórmula 5000 e intentó clasificar en tres ocasiones para las 500 Millas de Indianápolis, sin éxito.
Debutó en Fórmula 1 en el Gran Premio de Bélgica de 1974 con Brabham, finalizando en el último puesto. En 1977, Pilette se alió con la escudería BRM (pronta a la bancarrota) en Fórmula 1, pero fracasó en sus tres intentos por ser parte de la carrera, y en el Campeonato Aurora al año siguiente. Además, participó en numerosas carreras de F1 no puntuables junto a VDS.
En carreras de resistencia, ganó las 24 Horas de Spa en 1978 con un Ford Capri, junto a Gordon Spice. Además, participó en varias ediciones de las 24 Horas de Le Mans, incluyendo dos participaciones a bordo de un Lola T70 de VDS y tres a bordo de un Ferrari Daytona de Ecurie Francorchamps. Logró finalizar octavo en la edición de 1972, junto a Derek Bell y Richard Bond.
En 1992, Pilette fundó una escudería que compitió inicialmente en Fórmula Ford, y en 1994 desarrolló su propio monoplaza de Fórmula 3. En 2013, fue elegido vicepresidente de la Grand Prix Drivers Club.

## Resultados

### Fórmula 1
(Clave) (negrita indica pole position) (cursiva indica vuelta rápida)

| Año     | Escudería                 | 1   | 2   | 3   | 4   | 5      | 6   | 7   | 8   | 9   | 10  | 11      | 12  | 13      | 14      | 15  | 16  | 17  | Pos. | Puntos |
| ------- | ------------------------- | --- | --- | --- | --- | ------ | --- | --- | --- | --- | --- | ------- | --- | ------- | ------- | --- | --- | --- | ---- | ------ |
| 1974    | Motor Racing Developments | ARG | BRA | RSA | ESP | BEL 17 | MON | SWE | NED | FRA | GBR | GER     | AUT | ITA     | CAN     | USA |     |     | NC   | 0      |
| 1977    | Stanley BRM               | ARG | BRA | RSA | USW | ESP    | MON | BEL | SWE | FRA | GBR | GER DNQ | AUT | NED DNQ | ITA DNQ | USA | CAN | JPN | NC   | 0      |
| Fuente: |                           |     |     |     |     |        |     |     |     |     |     |         |     |         |         |     |     |     |      |        |